# Dimetylglycin
Dimetylglycin (DMG) är en kemisk förening av kol, väte, kväve och syre med summaformeln C4H9NO2. Ämnet är ett derivat av aminosyran glycin, och återfinns i bönor och lever. Dimetylglycin kan bildas av trimetylglycin (TMG) varvid TMG förlorar en metylgrupp. Ämnet är också en biprodukt i metabolismen av kolin.
När DMG upptäcktes kallades det vitamin B16, men till skillnad från riktiga B-vitaminer, så leder inte brist på DMG i kosten till några ogynnsamma bieffekter, och uppfyller därför inte definitionen av vitamin.

## Framställning
Föreningen finns kommersiellt tillgänglig, både som fri aminosyra, och som hydrokloridsalt. DMG kan framställas genom alkylering av glycin via Eschweiler–Clarke-reaktionen. I den här reaktionen behandlas glycin med en vattenlösning av formaldehyd i myrsyra, som tjänar som både lösningsmedel och reduktionsmedel.
H2NCH2COOH + 2 CH2O + 2 HCOOH → (CH3)2NCH2COOH + 2 CO2 + 2 H2O
Därefter tillsätts saltsyra för att ge hydrokloridsaltet.
Den fria aminosyran kan erhållas genom neutralisation av syrasaltet, vilket har genomförts med silveroxid.